# 八一南街站

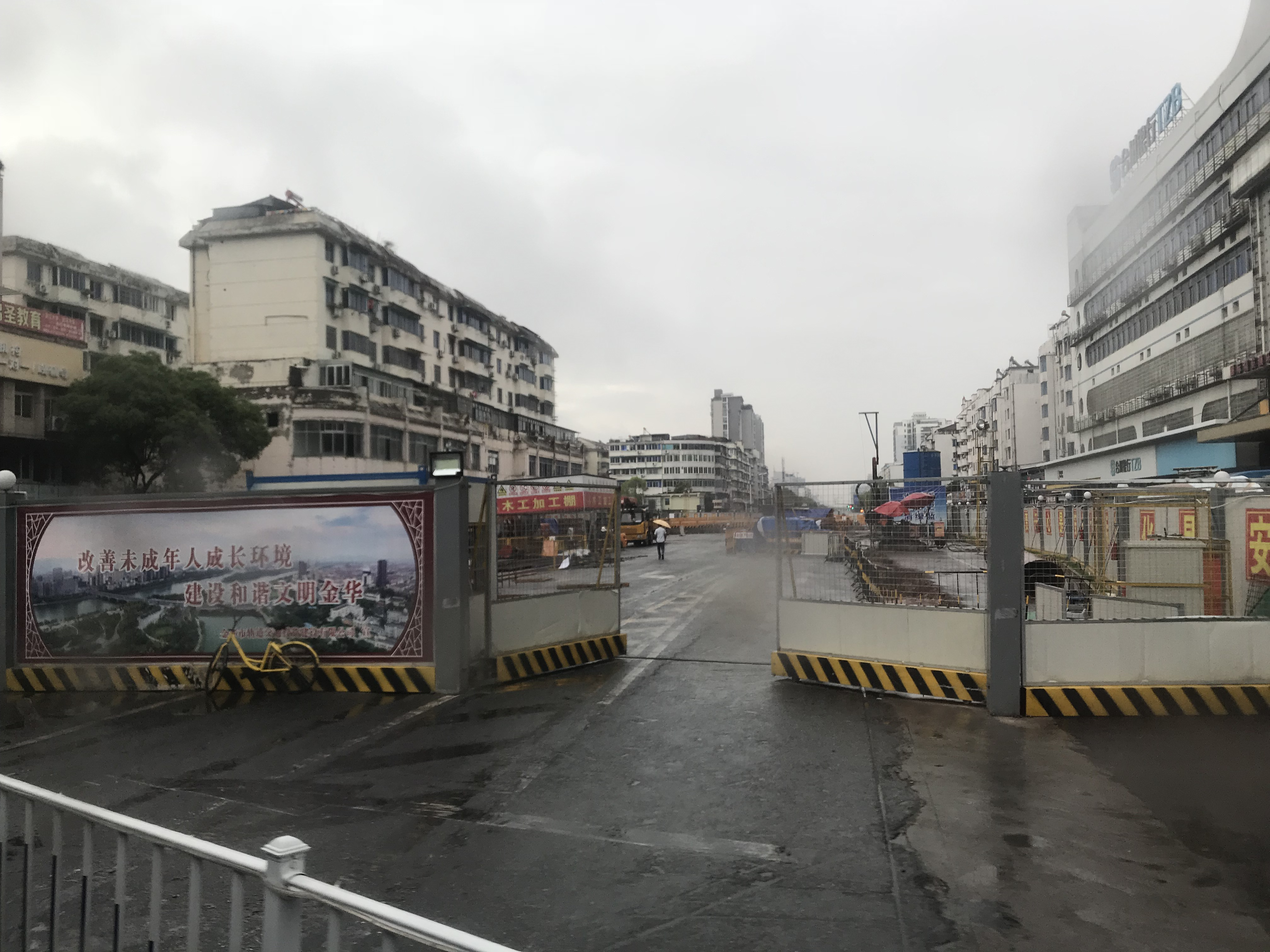
建设中的八一南街站（2018年）

八一南街站是金华轨道交通金义东线的一座地下车站，位于中华人民共和国浙江省金华市婺城区江南街道八一南街和李渔路交叉口。车站以城市道路“八一南街”命名，该路作为金华开发区的主干道路之一建于1992年。
本站标段于2017年7月28日作为金义线首批标段的一部分开工，施工单位为宏润建设集团有限公司；而车站明挖施工于2017年12月20日正式开始，期间八一南街李渔路口禁止车辆左转进入李渔路通行，同时还有三条金华公交线路改道。

## 车站结构

### 楼层分布

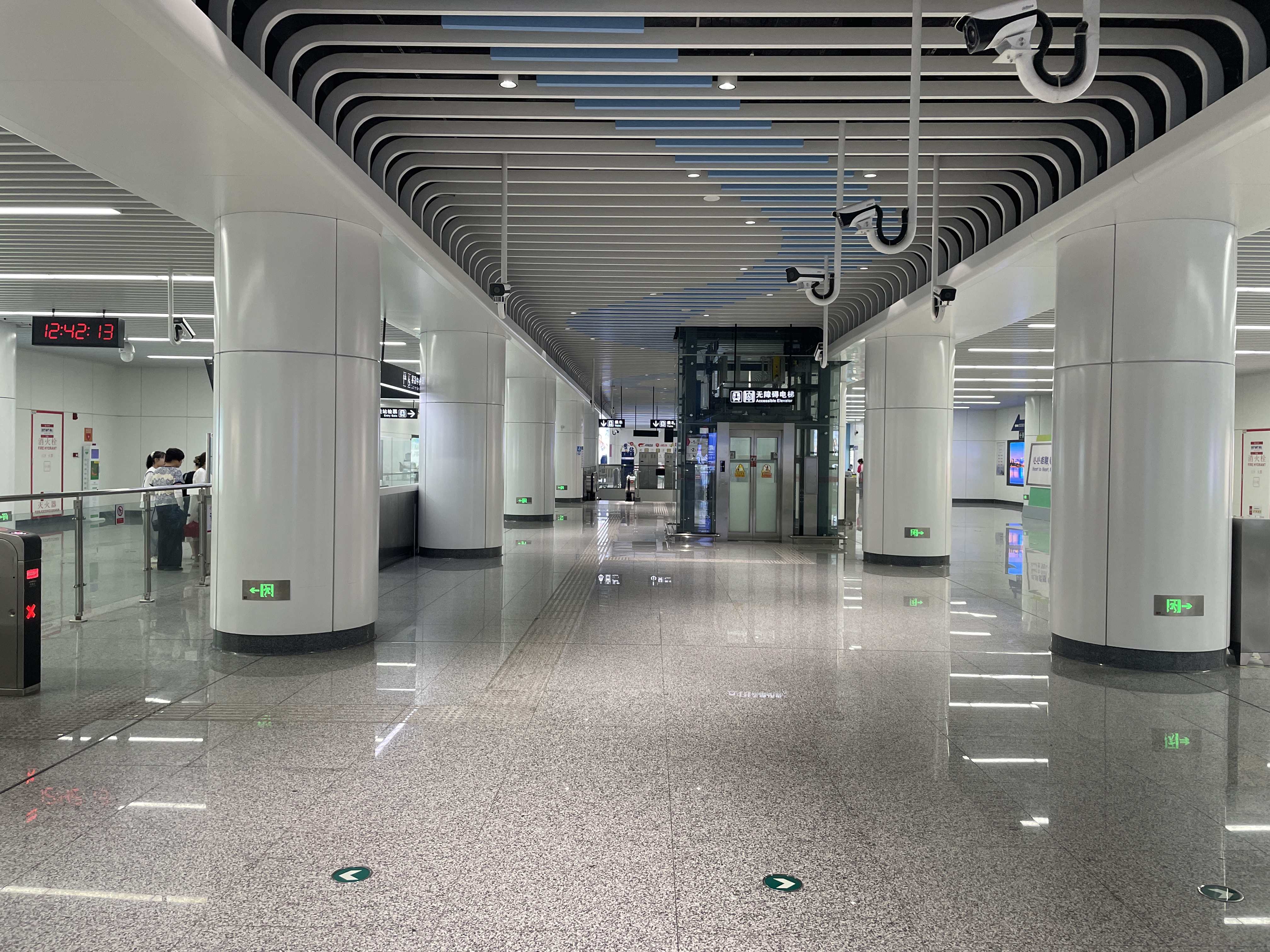
站厅

八一南街站为地下二层单柱岛式站台车站，沿李渔路东西向布置，总建筑面积21052平方米。其中地下一层为站厅层，设有自动售票机和进出站闸机。客服中心位于站厅南侧中部；地下二层为站台层，设有一座宽12米的岛式站台。卫生间位于站台西侧。而站前设有单渡线。
| 地面 |                    | 出入口                          |  |  |
| -1层 | 站厅               | 自动售票机、客服中心            |  |  |
| -2层 |                    | █ 金义东线 往金华站（双溪西路） |  |  |
|      | 岛式站台，左侧开门 |                                 |  |  |
|      |                    | █ 金义东线 往秦塘（万达广场）   |  |  |

### 出入口
八一南街站共设有3个出入口。
| 编号          | 建议前往的目的地                                                                 | 图片 |
| ------------- | -------------------------------------------------------------------------------- | ---- |
| A             | 李渔路、八一南街、宾虹路、崇信街、义乌街                                         |      |
| B             | 李渔路、八一南街、宾虹路、兰溪街、金华市南苑中学                                 |      |
| C             | 李渔路、八一南街、天一街、时新路、阳光路、天和街、雅蒂路、茂华街、双鹊路、丹溪路 |      |
| 註： 设有电梯 |                                                                                  |      |